# Екатерининская церковь (Чернигов)
Екатери́нинская це́рковь (укр. Катери́нинська це́рква) — православная церковь в украинском городе Чернигове, памятник архитектуры национального значения. Яркий образец украинского барокко Левобережья.
Находится в историческом центре города, на высоком мысу отделенном оврагом от Вала, Черниговского детинца, и является одной из архитектурных доминант Чернигова. Современный адрес — проспект Мира, 6-а.
Возведена на средства братьев Семёна Лизогуба и Якова Лизогуба, по завещанию их отца Ефима Лизогуба. Церковь построена в память о героизме их деда Якова Лизогуба и казаков черниговского полка, проявленном ими при штурме турецкой крепости Азов в 1696 году.

## История
Церковь построена на остатках храма средних размеров времен Киевской Руси на территории укрепленного места Чернигова, известного под названием Третьяк. Храм был освящен Архиепископом Стаховским в 1715 году в честь святой Екатерины. За счет выгодного месторасположения некоторое время служил функцией укрепленного фортификационного узла вблизи главной крепости Детинца.
В 1837 году церковь пострадала от пожара, после чего вновь отстраивалась. В это же время к западному фасаду был пристроен притвор. В том же XIX веке первоначальный трехъярусный иконостас ввиду плохого состояния был разобран и заменен на эклектичный одноярусный. При его сооружении были использованы царские ворота от старого иконостаса. До наших дней данный иконостас также не сохранился.
В 1908 году была построена церковная колокольня из кирпича.
В 1933 году в церкви было совершено последнее богослужение, после чего она была закрыта.
Во время Великой Отечественной войны храм вновь пострадал от пожара, сгорела кровля и верхняя часть куполов.
В 1947—1955 годах были проведены работы по консервации конструкций и восстановлению внешнего вида памятника. В этот же период времени (1951 год) были разобраны ранее построенные притвор и колокольня.
В 1962 году Екатерининский храм входит в состав Национального архитектурно-исторического заповедника «Чернигов стародавний».
Постановлением Кабинета Министров УССР от 24.08.1963 № 970 присвоен статус памятник архитектуры национального значения с охранным № 816.
В 1975—1980 годах вновь была проведена реставрация по проекту И. Л. Шмульсона. В этот период времени были проведены внутренние работы и позолочены купола.
В 1979 году внутри церкви разместилась экспозиция Музея народно-декоративного искусства Черниговщины. Музей действовал до июля 2006 года.
В 2004—2005 году были проведены последние на настоящее время реставрационные работы в храме.
В мае 2008 года церковь решением Высшего административного суда Украины передана УПЦ Киевского патриархата и стала кафедральным собором Черниговской епархии УПЦ КП. Богослужения в соборе начались 1 августа 2008.
Передачу храма УПЦ Киевского патриархата оспаривали верующие Украинской православной церкви (Московского патриархата). Поскольку помещение было передано именно общине Киевского патриархата, представители УПЦ МП в 2006 году разбили под стенами здания большую брезентовую палатку, в которой совершали богослужения. В ночь с 1 на 2 апреля 2008 неизвестные подожгли палатку. В ночь с 31 декабря 2010 на 1 января 2011 «походный храм» был облит бензином и подожжён неизвестными лицами. В результате пожара палатка полностью сгорела. Никто из людей не пострадал. Палатка была снята 21 февраля 2014 г. под давлением жителей Чернигова.
В Свято-Екатерининской церкви 7 декабря 2011 года состоялось торжественное прославление в лике святых преподобного Меркурия, игумена Бригинского. Чин прославления возглавил Патриарх Киевский и всея Руси-Украины Филарет.
В 2022 году церковь пострадала в ходе российского вторжения на Украину.

## Архитектурный облик
Екатерининская церковь построена в формах барокко, из кирпича, оштукатурена и побелена.
Конструкция крестообразная в плане, девятичастная с развитыми камерами во внутренних углах (высота их составляет 2/3 высоты стен основных объёмов церкви). Каждая из ветвей — пятигранная, завершается куполами на восьмигранных барабанах.
По композиции постройка повторяет традиционную деревянную украинскую церковь, где в единое пластичное целое объединены пять восьмериков, каждый из которых завершается куполом. Центральная глава возвышается над боковыми, а они в свою очередь — над рукавами архитектурного креста.
Вертикальность композиции церкви достигается отсутствием горизонтальных членений стен, углы граней подчеркнуты пилястрами, большинство оконных проемов имеют вытянутые по вертикали формы, подчеркнутые наличниками, характерны окна в образе крестов.
Особенность Екатерининской церкви — её всефасадность. Существуют три входных портала: северный, восточный и южный. Во внешнем виде храма большую роль играет обрамление барочных входов и оконных проемов (треугольные фронтончики, наличники, мелкопрофилированные карнизы) для которого использован лекальный кирпич (лепного орнамента нет).
Внутренний интерьер церкви раскрывает вертикальность композиции и пятиглавость сооружения с помощью перекрытий с заломами, больших арок, отсутствию хоров и горизонтальных структур.

## Иконостас
Новый резной из дерева иконостас освящен Патриархом Украинской православной церкви Киевского патриархата Филаретом 7 декабря 2016 года. Это пятый иконостас во времена существования церкви. Изготовлен в стиле украинского барокко, имеет три яруса и украшен колоннами, окутанными виноградной лозой, а также гербами известных казацких родов Черниговщины. По преданию, такие гербы украшали и первичный иконостас храма XVIII века. Иконостас имеет 12 метров в ширину и 12 метров в высоту, его венчает 2-метровый центральный крест. В иконостасе помещены 40 икон, которые писали мастера в Луцке. Среди них иконы Покрова Пресвятой Богородицы, святой великомученицы Екатерины, последнего кошевого Запорожской Сечи, святого праведного Петра Калнышевского Многострадального, святых черниговского князя Михаила и его боярина Федора, преподобного Меркурия Брегинского и ряд других.
Иконостас изготавливали в течение года в Ровно 50 местных резчиков по дереву под руководством художника Виталия Бугринца, который за свою жизнь создал уже около 270 иконостасов, а в Чернигове — второй. За образец мастера использовали барочный иконостас XVIII века из собора Рождества Богородицы в Козельце.